# Campeonato Carioca 1994
In 1994 werd het 90ste Campeonato Carioca gespeeld voor voetbalclubs uit de Braziliaanse staat Rio de Janeiro. De competitie werd georganiseerd door de FERJ en werd gespeeld van 30 januari tot 15 mei. Vasco da Gama werd kampioen.
De clubs werden onderverdeeld in twee groepen. In de eerste ronde speelden de teams tegen elkaar en in de tweede ronde tegen teams uit de andere groep.  

## Taça Guanabara
Beide groepswinnaars krijgen één bonuspunt voor de finaleronde, de winnaar van de Taça krijgt er twee.

### Groep A
| Plaats | Club          | Wed. | W | G | V | Saldo | Ptn. |
| ------ | ------------- | ---- | - | - | - | ----- | ---- |
| 1.     | Vasco da Gama | 11   | 8 | 3 | 0 | 15:3  | 19   |
| 2.     | Flamengo      | 11   | 6 | 3 | 2 | 23:14 | 15   |
| 3.     | Bangu         | 11   | 5 | 4 | 2 | 13:6  | 14   |
| 4.     | Volta Redonda | 11   | 3 | 4 | 4 | 9:12  | 10   |
| 5.     | Madureira     | 11   | 1 | 8 | 2 | 5:4   | 10   |
| 6.     | Itaperuna     | 11   | 2 | 1 | 8 | 10:23 | 5    |

|  | Geplaatst voor finaleronde |

### Groep B
| Plaats | Club         | Wed. | W | G | V | Saldo | Ptn. |
| ------ | ------------ | ---- | - | - | - | ----- | ---- |
| 1.     | Fluminense   | 11   | 6 | 4 | 1 | 19:6  | 16   |
| 2.     | Botafogo     | 11   | 6 | 3 | 2 | 20:9  | 15   |
| 3.     | Americano    | 11   | 2 | 7 | 2 | 6:8   | 11   |
| 4.     | Olaria       | 11   | 2 | 4 | 5 | 8:13  | 8    |
| 5.     | America      | 11   | 1 | 4 | 6 | 7:17  | 6    |
| 6.     | Campo Grande | 11   | 0 | 3 | 8 | 4:24  | 3    |

|  | Geplaatst voor finaleronde |

### Finale Taça Guanabara
|                |            |       |                       |                                              |
| 3 april Finale | Fluminense | 1 – 4 | Vasco da Gama         | Maracanã, Rio de Janeiro Toeschouwers: 6.231 |
| 3 april Finale | Ézio       |       | Pimentel Valdir , Yan | Maracanã, Rio de Janeiro Toeschouwers: 6.231 |

## Finaleronde
| Plaats | Club          | Wed. | Bonus | W | G | V | Saldo | Ptn. |
| ------ | ------------- | ---- | ----- | - | - | - | ----- | ---- |
| 1.     | Vasco da Gama | 6    | 2     | 3 | 2 | 1 | 9:5   | 10   |
| 2.     | Flamengo      | 6    | 0     | 4 | 1 | 1 | 10:6  | 9    |
| 3.     | Fluminense    | 6    | 1     | 2 | 2 | 2 | 12:8  | 7    |
| 4.     | Botafogo      | 6    | 0     | 0 | 1 | 5 | 4:16  | 1    |

|  | Kampioen |

### Kampioen
| Campeonato Carioca de 1994         |
| Rio de Janeiro                     |
| ---------------------------------- |
| VASCO DA GAMA Kampioen (20° titel) |

## Topschutters
| Speler            | Speler          | Goals | Club          |
| ----------------- | --------------- | ----- | ------------- |
| Vlag van Brazilië | Túlio Maravilha | 14    | Botafogo      |
| Vlag van Brazilië | Charles Baiano  | 14    | Flamengo      |
| Vlag van Brazilië | Valdir          | 9     | Vasco da Gama |
| Vlag van Brazilië | Ézio            | 9     | Fluminense    |
| Vlag van Brazilië | Branco          | 6     | Fluminense    |
| Vlag van Brazilië | Mário Tilico    | 6     | Fluminense    |
| Vlag van Brazilië | Luís Antônio    | 6     | Fluminense    |